# 淡輪就直
淡輪 就直（たんのわ なりただ、1912年10月3日 - 2000年4月29日）は、日本の経営者。
三井石油化学工業（現・三井化学）社長を務めた。

## 経歴
福岡県柳川市出身。1937年に慶應義塾大学法学部政治学科を卒業し、同年に三井鉱山に入社。1955年7月に三井石油化学工業に転じ、1963年5月に取締役に就任し、1966年11月に常務、1971年11月に副社長を経て、1977年6月に社長に就任。1982年11月に会長に就任し、1985年6月に相談役を経て、1987年6月に再び会長に就任。
1979年4月に藍綬褒章を受章し、1985年11月に勲二等瑞宝章を受章。
2000年4月29日、肺炎のために死去。87歳没。